# اتصالات الجزائر
اتصالات الجزائر، هي مؤسسة عمومية جزائرية ذات أسهم، تأسست في عام 2000، وتخصصت في مجال الهاتف الثابت. تعتبر هذه الشركة جزءًا من مجمع اتصالات الجزائر. تم إنشاؤها بموجب قانون فبراير 2000 الذي يتعلق بإعادة هيكلة قطاع البريد والمواصلات، حيث تم فصل قطاع البريد عن قطاع الاتصالات. دخلت الشركة رسميًا سوق العمل في 1 يناير 2003.
بحلول عام 2019، بلغ رأس مال جميع الشركات التابعة للمجموعة 220 مليار دينار جزائري، ما يعادل حوالي 1.71 مليار دولار أمريكي.

## تاريخ
تأسست مؤسسة اتصالات الجزائر بموجب قانون 2000/03 المؤرخ في 5 أغسطس 2000، الذي يحدد القواعد العامة للبريد والمواصلات. تم إنشاء المؤسسة كإحدى المؤسسات العمومية الاقتصادية بناءً على قرار المجلس الوطني لمساهمات الدولة (CNPE) في 1 مارس 2001. تعمل المؤسسة بصيغة قانونية لمؤسسة ذات أسهم، برأسمال اجتماعي قدره 61.275.180.000 دينار جزائري. تم تسجيلها في المركز السجل التجاري في 11 مايو 2002 تحت الرقم 02B 0018083.
- انطلق اتصالات الجزائر فعليًا في 10 أبريل 2003 لفصل أنشطة البريد والاتصالات عن خدمات البريد والمواصلات القديمة. في عام 2003، كان لدى اتصالات الجزائر ما يقرب من 130 000 مشترك في جي إس إم و19 مليون عميل على الشبكة الثابتة.[5] وتشمل أنشطتها الهاتف الثابت والهاتف المحمول والإنترنت والاتصالات عبر الأقمار الصناعية.
- في 30 مارس 2014 أطلقت شركة اتصالات الجزائر مجموعتها الجديدة من عروض الإنترنت المسماة «Idoom ADSL»، بسرعات تتراوح من 1 إلى 8 ميجابت / ثانية.[6]
- في 28 مايو 2014، تقدم اتصالات الجزائر المهاتفة الثابتة غير المحدودة من خلال مجموعتها الجديدة من العروض "Idoom Fixe".[7]
- في 8 سبتمبر 2014، أطلقت شركة اتصالات الجزائر شبكة الجيل الرابع في الوضع الثابت لعملائها المقيمين.[8]
- في 20 أبريل 2015، أطلقت شركة اتصالات الجزائر أول شبكة لاسلكية مجتمعية في الجزائر، أطلق عليها اسم "WiCi"، وهو حل مبتكر يتيح تغطية المناطق الحضرية الكبيرة بالنطاق العريض اللاسلكي.[9]
- في 6 يونيو 2018، انتهى احتكارها لتوفير الوصول إلى الإنترنت مع فتح الحلقة المحلية للمنافسة.[10]
- في 25 أبريل 2016 أطلقت شركة اتصالات الجزائر عرض خط المشترك الرقمي غير المتناظر الجديد غير المحدود بسرعة تصل إلى 20 ميجابت / ثانية.[11]
- في 31 يوليو 2016 أعلنت شركة الاتصالات الجزائرية عن تسويق خدمة أول صوت عبر ال تي أي (VoLTE) في الجزائر.[12]
- في نهاية عام 2017، بلغ معدل اختراق الهاتف الثابت (عدد الخطوط لكل 100 نسمة) 9٪. كان هذا المعدل 10.13٪ في نهاية عام 2016.[13]
- في عام 2017، بلغ عدد مشتركي الإنترنت الثابت (ADSL والجيل الرابع ال تي أي الثابت / الوايماكس) 3,168 مليون مشترك، مقارنة بـ 2,860 مليون مشترك في العام السابق، بزيادة 10.75٪.[13]
- في 5 فيفري 2018 اطلقت اتصالات الجزائر خدمة الانترنت العالية التدفق " إيدوم فيبر " "Idoom fibre" [14]
- في 21 نوفمبر 2019، أطلقت اتصالات الجزائر تطبيق «مساحة الدفع الإلكتروني للعملاء» لإعادة شحن حسابات إيدوم ودفع فواتير الهاتف.[15]
- بلغت الحصة المالية الإجمالية المعدة لتطوير والتهيئة الاستثمارات ب 203976 مليون دينار جزائري.
- في 26 يونيو 2021، رفعت اتصالات الجزائر الحد الأدنى لتدفق الانترنت إلى 10 ميغابايت بسعر 1600دج.[16]
- في الثلاثي الثاني من 2022 بلغ عدد المشتركين في شبكات الهاتف الثابت (خط المشترك الرقمي غير المتناظر والجيل الرابع و اّلألياف البصرية) في الجزائر 5،25 مليون مشتركا، مقابل 4،91 مليون خلال نفس الفترة من سنة 2021، أي بزيادة قدرها 6،99 بالمائة و نسبة الأسر المتصلة بالخط الثابت بلغ 71,48 بالمائة في الثلاثي الثاني من سنة 2022 مقابل 66,93 بالمائة خلال نفس الفترة من سنة 2021.
- في 30 يوليو 2022 اتصالات الجزائر تقوم بإطلاق وكالتها الافتراضية لزبائنها الخواص و المهنيين [17]
- في 17 أكتوبر 2022 اطلاق عروض جديدة خاصة بالجيل الرابع Idoom 4G LTE أحجام أنترنت تصل إلى 1 تيرا [18][19]
- في 14 نوفمبر 2022 اتصالات الجزائر تقوم بإطلاق خدمة Idoom Vdsl بسرعة تصل إلى غاية 50 ميغا [20][21]
- في 15 نوفمبر 2022 اتصالات الجزائر تعلن عن إطلاق تشكيلة عروضها الجديدة IDOOM Fibre وتحتوي على التدفقات العالية التي تصل إلى غاية 300 ميغا بسعر 6999دج .[22][23][23]
- في 18 نوفمبر 2022 رفع جديد لسعة الشبكة الدولية للأنترنت وقدرة الجزائر المجهزة تصل إلى 7.8 تيرابيت/ثا [24][25]
- في 6 ديسمبر 2022 أطلقت اتصالات الجزائر، بمساهمة المركز الجزائري لتطوير السينما والمركز الوطني للسينماتوغرافيا والسمعي البصري، خدمتها الجديدة للفيديوهات حسب الطلب Dzair Play 100% جزائري [26][27]

## من مجمع إلى فرع
بعد إنشاء مجمع اتصالات الجزائر، تحولت شركة اتصالات الجزائر من حالة مجمع إلى شركة فرعية، مما يعكس التغير الهيكلي في تنظيم المؤسسة ودورها ضمن المجموعة.

## الزبائن
بلغ عدد مشتركي الهاتف الثابت (سلكي ولاسلكي) في الجزائر 5.2 مليون مشترك بنهاية الربع الأول من عام 2022، مقارنة بـ 4.82 مليون مشترك في نفس الفترة من عام 2021، محققًا بذلك زيادة بنسبة 7.83%. كما تجاوز عدد مشتركي الهاتف المحمول 47 مليون مشترك.

## النشاطات
أشرف وزير البريد والمواصلات السلكية واللاسلكية، السيد كريم بيبي تريكي، في 17 نوفمبر 2022، على زيادة السعة المجهزة للشبكة الدولية للاتصالات لتصل إلى 7.8 تيرابت/ثانية، مقارنة بـ2.8 تيرابت/ثانية في 2021 و1.5 تيرابت/ثانية في أوائل 2020. كما أفادت سلطة ضبط البريد والاتصالات الإلكترونية أن عدد مشتركي الإنترنت الثابت والنقال بلغ حوالي 47.25 مليون في الربع الثاني من عام 2022، محققًا زيادة بنسبة 7.58% عن الفترة نفسها في 2021. وقد تضاعف عدد المشتركين في الألياف البصرية خمس مرات خلال السنوات الثلاث الماضية، ليصل إلى أكثر من 406 ألف مشترك بحلول أكتوبر 2022، مع توسيع خدمات الألياف البصرية في جميع الولايات.

### الخدمات للأفراد
تعد موبيليس علامة تجارية لشبكة الهاتف المحمول التابعة لاتصالات الجزائر، حيث تقدم خدمات الجيل الثاني والثالث والرابع، بما في ذلك الاتصالات والإنترنت والوسائط المتعددة عبر الهاتف المحمول. في نهاية عام 2015، بلغ عدد مشتركي موبيليس أكثر من 14.3 مليون. وفي ديسمبر 2019، حصلت موبيليس على ترخيص اتصالات شامل (2G، 3G، و4G) يسمح لها بتشغيل شبكاتها في مالي، ما يعزز من توسعها الإقليمي.

### الخدمات للشركات
وهي مخصصة بشكل أكثر تحديدًا للأنشطة المهنية (الهاتف الثابت والمحمول، نقل البيانات، الإنترنت)

## تغطية الشبكة
صرح خالد زرات، الرئيس المدير العام لمجمع اتصالات الجزائر، بأنه تم إنجاز حوالي 200,000 كيلومتر من كوابل الألياف البصرية ضمن خطة ربط جميع الولايات الجزائرية بشبكة الإنترنت والهاتف عالي السرعة. وقد شهدت الجزائر تضاعف عدد المشتركين في الألياف البصرية خمس مرات خلال السنوات الثلاث الماضية، ليصل العدد إلى أكثر من 406,000 مشترك بحلول أكتوبر 2022. في إطار هذه الجهود، أعلن وزير البريد والمواصلات السلكية واللاسلكية كريم بيبي تريكي عن أهداف استراتيجية قطاعه لربط ثلثي المنازل الجزائرية بشبكة الإنترنت الثابت بحلول عام 2024.

## التسيير

### إدارة الشركة
- مسعود شطيح 2002
- إبراهيم عورت (2002-2004)
- خيرالدين سليمان (2004-2006)
- مولود الجزيري (2006-2008)
- موسى بن حمادي (2008-2010)
- محمد دبوز (2010-2011)
- الهاشمي بلحمدي (2011-2012)[37]
- أزواو مهمل (أبريل 2012 – أبريل 2016)[38][39]
- محمد السبع (أبريل 2016 – نوفمبر 2016) [40]
- طيب قبال (نوفمبر 2016-2017)[41]
- عادل خمان (مارس 2017-2019)[42][43][44]
- محمد أنور بن عبد الواحد (2019-2020)[45][46][47]
- حميد بصالح (منذ أواخر مارس 2020) [48][49][50]
- حسين حلوان (سبتمبر 2020-فيبراير 2022) [51]
- عادل بن تومي (من فيفري 2022)[52][53]

## التطوير
تسعى اتصالات الجزائر إلى مضاعفة رقم أعمالها ليصل إلى ملياري دولار بحلول عام 2024، إذ ترى أن رقم أعمالها الحالي لم ينمُ بشكل كافٍ، فقد ارتفع من 750 مليون دولار قبل عقد إلى 997 مليون دولار فقط في 2019. لتحقيق هذا الهدف، تعمل الشركة على تخفيض أسعار خدماتها، وزيادة استثماراتها في البحث والتطوير، وإنشاء نظام إدارة الأداء، إلا أن التكاليف الحالية، بما فيها الأجور التي تمثل 40% من رقم الأعمال، تعيق ذلك. يذكر أن المؤسسة توظف 20,000 عامل، وتسعى للتحكم بتكاليفها وفق المعايير العالمية، حيث تشكل الأجور 7% فقط من رقم الأعمال في المعدل الدولي.

## وصلات خارجية
- الموقع الرسمي لإتصالات الجزائر (عربية، انجليزية، فرنسية، أمازيغية)